# Aconogonon songaricum
Aconogonon songaricum är en slideväxtart som först beskrevs av Alexander Gustav von Schrenk, och fick sitt nu gällande namn av Kanesuke Hara. Aconogonon songaricum ingår i släktet sliden, och familjen slideväxter. Inga underarter finns listade i Catalogue of Life.